# Tepehuanes (Messico)
Tepehuanes è una municipalità dello stato di Durango, nel Messico centrale, il cui capoluogo è la località di Santa Catarina de Tepehuanes.
La popolazione della municipalità è di 22.244 abitanti (2010) e ha una estensione di 6.081,33 km².